# 団子

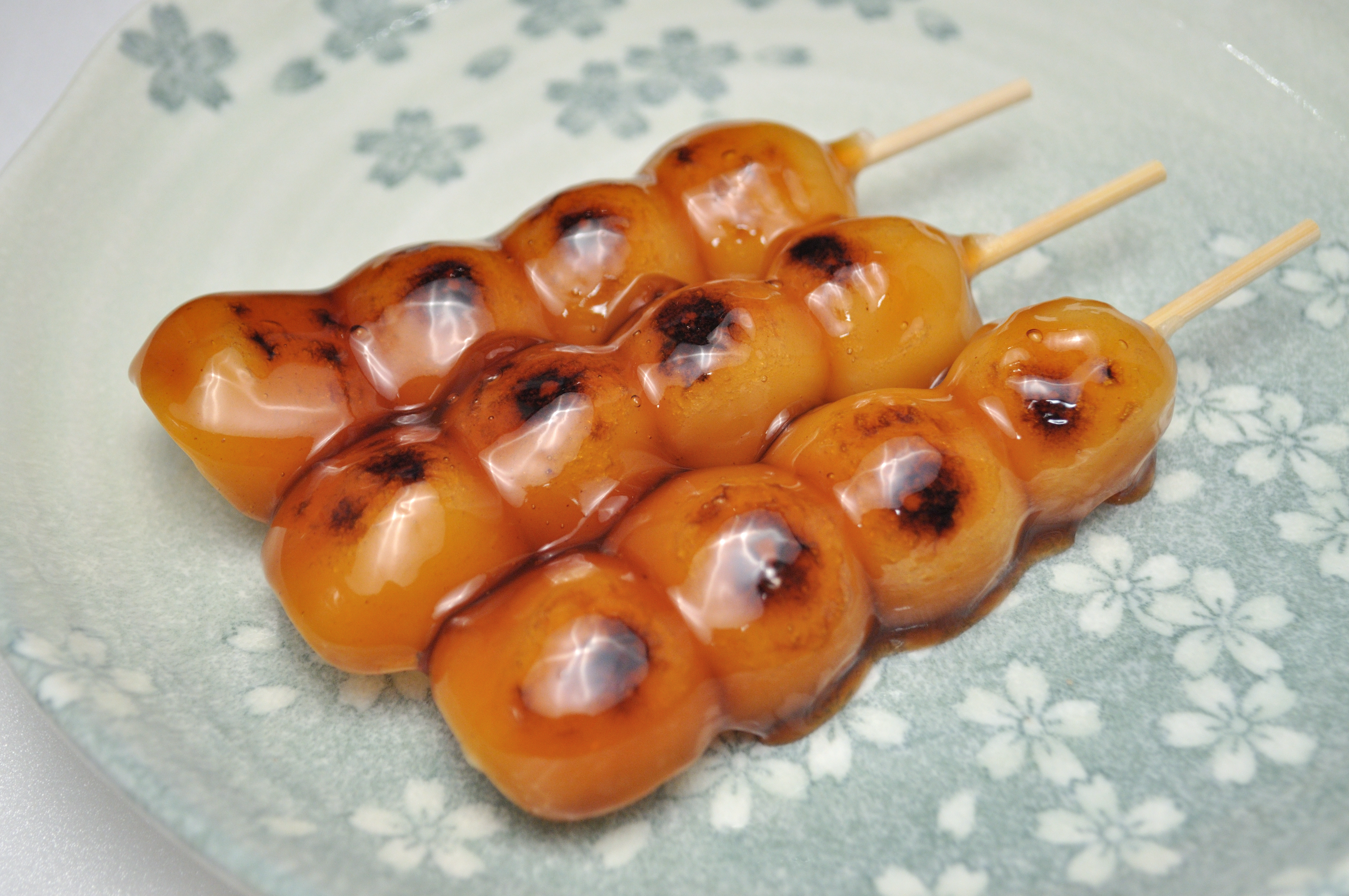
みたらし団子

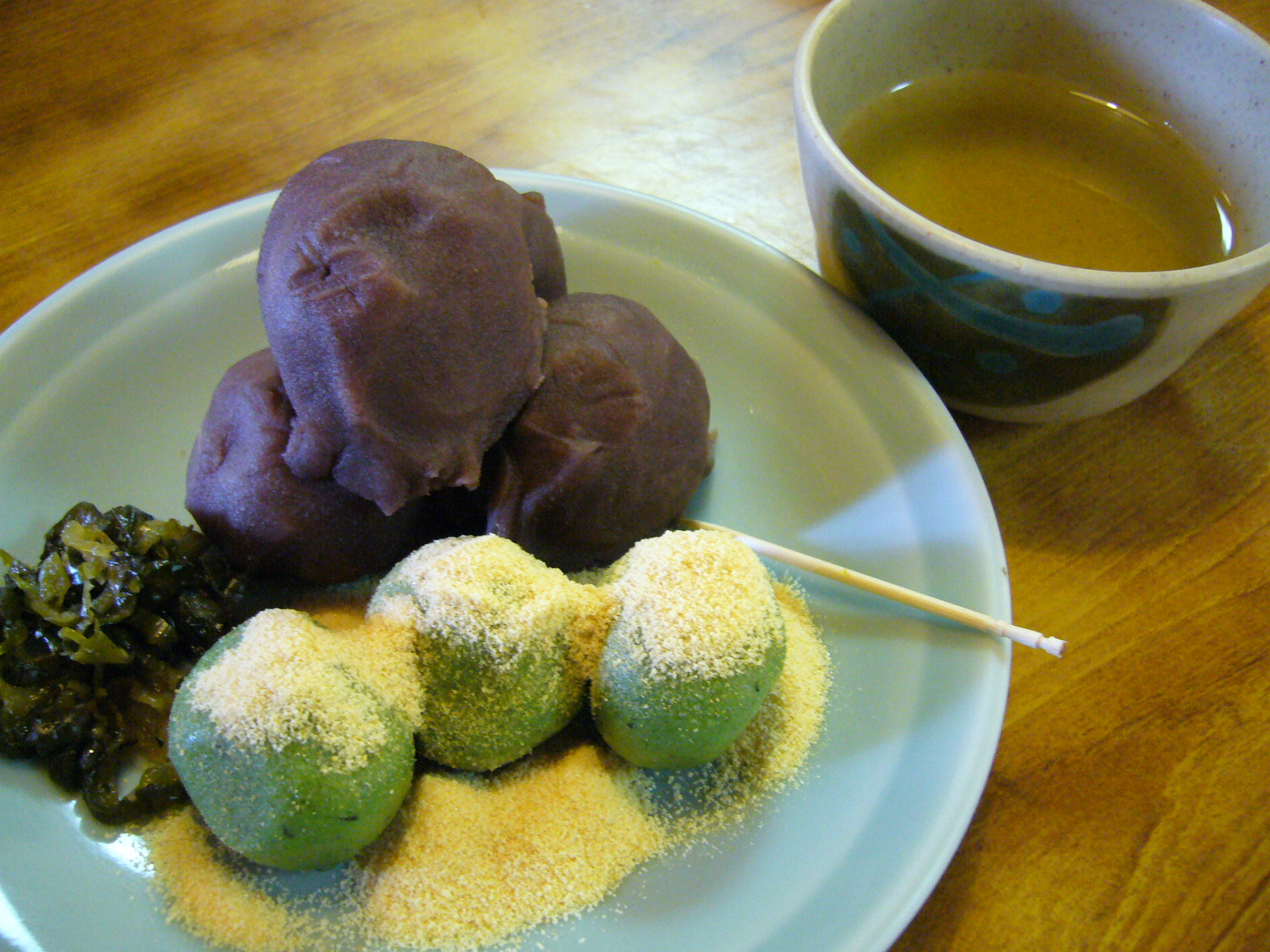
草だんご

団子（だんご）とは、穀物の粉を水や湯を加えて丸め、蒸したりゆでたりしたもの。
きな粉をまぶしたもの、醤油やあんで味付けしたものや、串に刺した串団子などがある。一般的に和菓子を指すが、肉団子や土団子など丸めたものを呼ぶ場合がある。他に日本の家紋の一つに、串団子紋や因幡団子などの紋がある。

## 概要

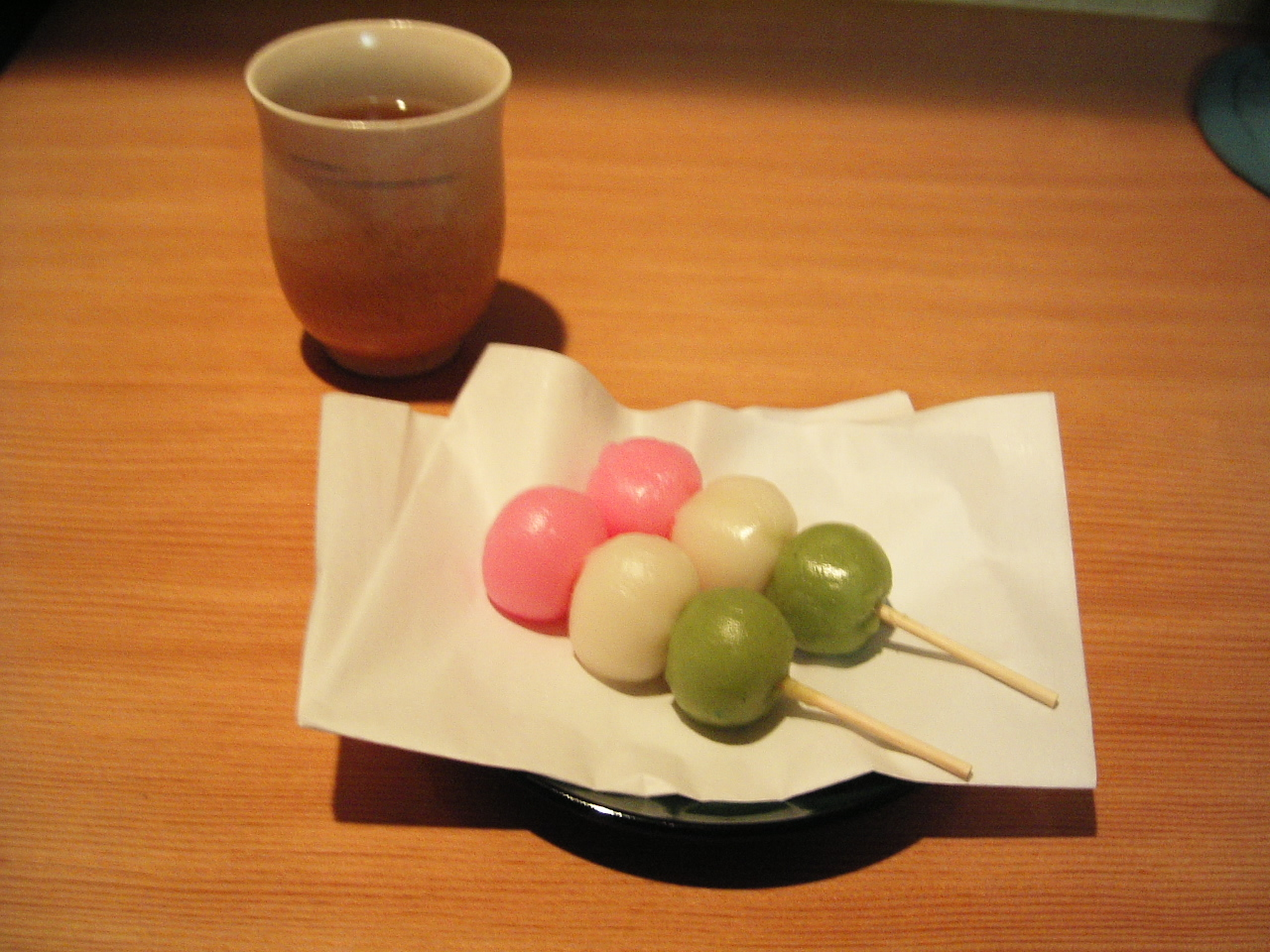
花見だんご（三色団子）

今日では「だんご」という呼び名が広く定着しているが、地方によっては「だんす」（東北地方など）、「あんぶ」（新潟県など）、「おまる」（滋賀県・四国地方など）など様々な呼称がある。
古くは焼団子や団子汁の形で主食の代用品として食せられ、材料も粒食が出来ない砕米や屑米や粃、雑穀の場合は大麦・小麦・粟・キビ・ヒエ・ソバ・トウモロコシ・小豆・サツマイモ・栃の実などを挽割あるいは製粉したものを用いて団子を作った。今日でも地方によっては小麦粉や黍（きび）粉などで作った米以外の団子を見ることが可能である。
団子と餅の違いについては、「団子は粉から作るが、餅は粒を蒸してから作る」「団子はうるち米の粉を使うが、餅は糯米を使う」「餅は祝儀に用い、団子は仏事に用いる」など様々な謂れがあるが、粉から用いる餅料理（柏餅・桜餅）の存在や、餅米を使う団子、うるち米で餅を作れる調理機器の出現、更にはハレの日の儀式に団子を用いる地方、団子と餅を同一呼称で用いたり団子を餅の一種扱いにしたりする地方もあり、両者を明確に区別する定義を定めるのは困難である。
砂糖を加えて甘味をつけたものが多いが、元々は保存食であるため、醤油で味付けして食べるために砂糖を加えないものもある。また、小豆餡や砂糖醤油餡、きな粉をつけたり、汁粉やみつまめに入れたりして食べる。
また派生して団子状の丸いもの、もしくは丸まったもののことを団子と呼ぶ場合もあるが（例えば土団子、ダンプリング、ミートボール（肉団子）、クネーデルなど）、これらは形状による分類である。

## 歴史

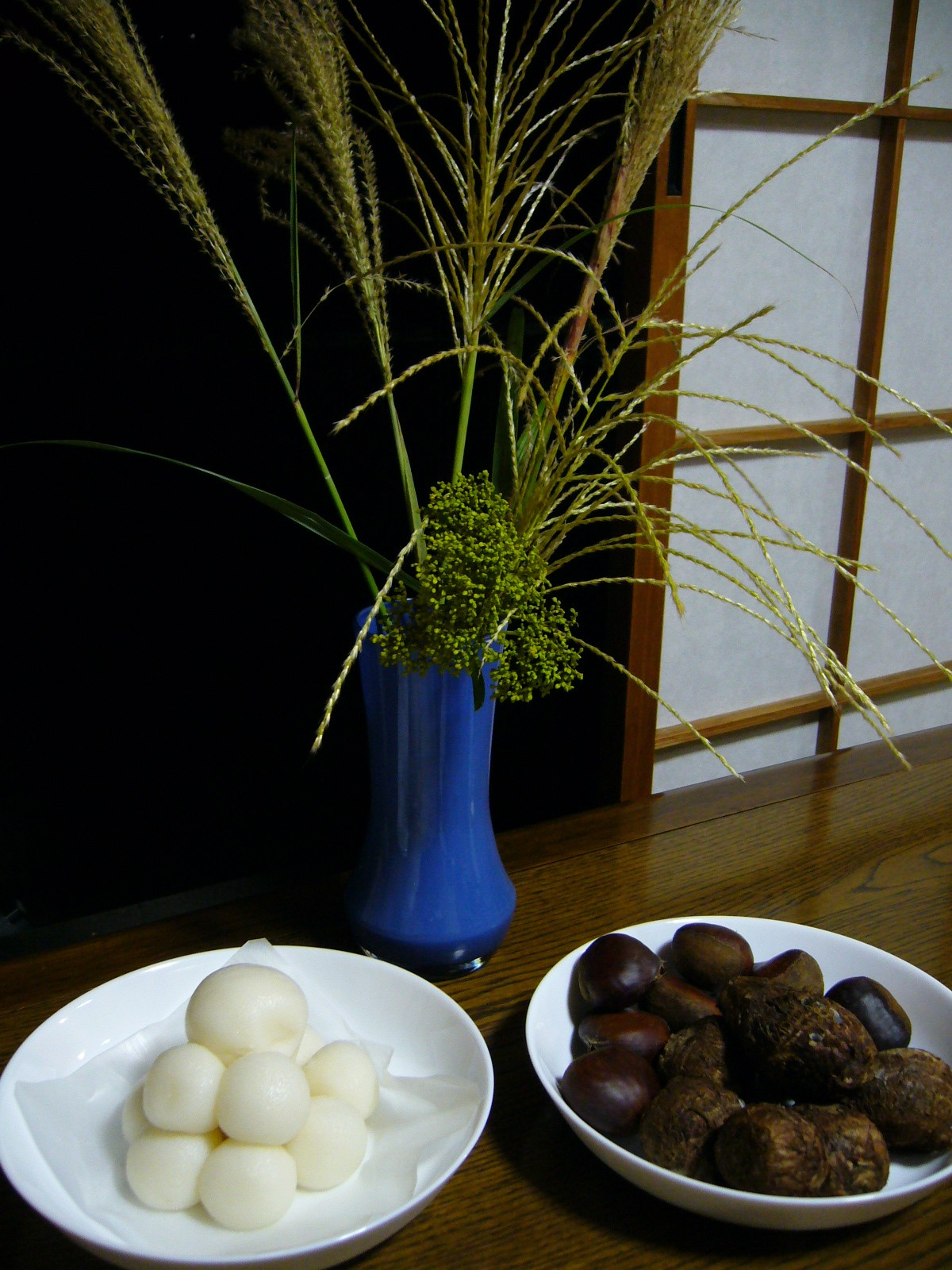
月見だんご

団子は、柳田國男説の神饌の1つでもある粢（しとぎ）を丸くしたものが原型とされる。熱を用いた調理法でなく、穀物を水に浸して柔らかくして搗（つ）き、一定の形に整えて神前に供した古代の粢が団子の由来とされる。
粢（しとぎ）とは日本古代の米食法の一種、水に浸した米を原料にさまざまな形に固めたものを呼び、現在は丸めたものが代表的である。別名で「しとぎもち」と言い、中に豆などの具を詰めた「豆粢」や、米以外にヒエや栗を食材にした「ヒエ粢」「粟粢」など複数ある。地方によっては日常的に食べる食事であり、団子だけでなく餅にも先行する食べ物と考えられている。
「団子」の名称は平安時代に書かれた『新猿楽記』に登場したのが最古のものである。南北朝時代に書かれた『拾芥抄』には「団子（だんす）」が登場し、ほぼ同時代の『沙石集』や『庭訓往来』にも「団子」の語が見える。柳田國男は「団子」の名称は後世になってから類似の唐菓子の名前が当てはめられたものに過ぎないとしている。
唐菓子の歓喜団（または団喜）とは、遣唐使が持ち帰ったとするインド料理（モーダカ）由来の菓子で、名前は歓喜天に供えることに因んでいる。平安時代中期成立の『和名類聚抄』においても「歓喜団、一名団喜」と記し、団喜とは歓喜団の別名と扱っている。
平安時代末から鎌倉時代末にかけての、日本最古の料理書である『厨事類記』では、歓喜団（団喜）は「粢（しとぎ）のようにしとねて、おし平めて（中略）良き油をこくせんじて入べし、秘説云、油に入れば、火のつきてもゆるがきゆる也（後略）」と説明し、粢のようにまずは調理し、後半は油に入れ揚げ仕上げる料理となっている。粢に似せて作る『厨事類記』の歓喜団（団喜）は今日の団子に近いとも言われる。
室町時代になると、団子を「だんご」と読むようになり、竹の串に通したものが流通する。宇津ノ谷峠の十団子や京の御手洗団子が登場したのもこの時代と言われている。江戸時代の天保年間になると砂糖が庶民層に普及し、都市部や街道筋では甘味付きの団子が作られ、庶民の茶席や行楽の御供としても愛好された。その一方で農村部では主食の代用品や非常食として食べられるなど、その意味合いは異なるものがあった。

## 保存
できたての団子はデンプンが糊化してαでんぷんになっているため柔らかいが、時間がたつにつれてでんぷんが老化してβでんぷんになるため硬くなる。これを予防するには蒸した段階で砂糖を入れることと、よくつくことである。これにより日持ちをする団子になる。他にも山芋を入れるとよいとされる。
ただし、砂糖を効かせ過ぎると甘い餡をかけた時にはくどい味に、甘くない味付けにした場合にはそれと相反する味になってしまうので、配慮が必要である。

## 主な串団子

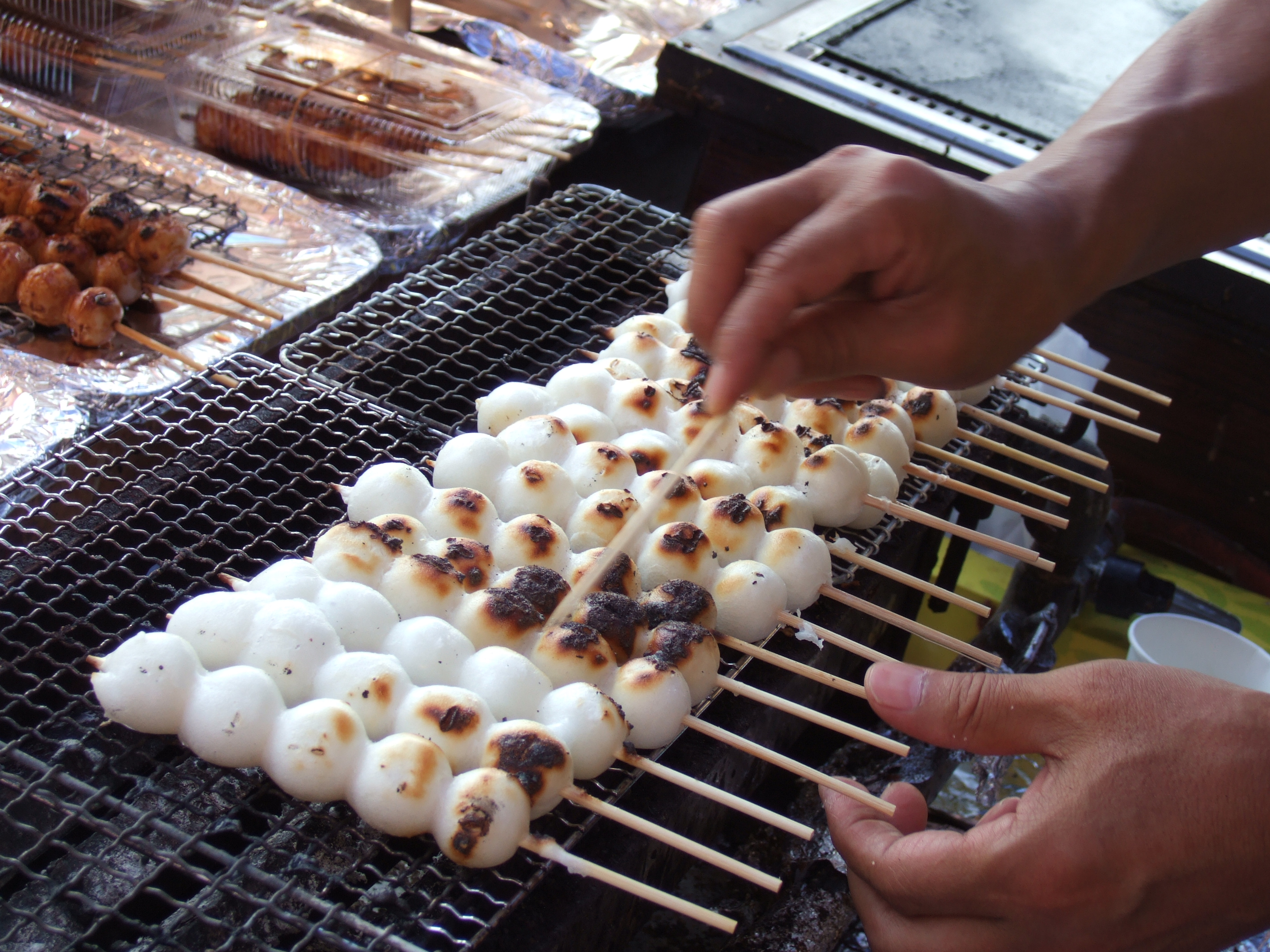
串団子を焼いている様子

3個から5個の団子を串に刺して提供する。餡を付けたり、焼いたりする場合が多く、タレに浸けてから焼く物もある。関東では一串に4個の団子を刺して販売されるものが多く見られるが、これは従来1個1銭、一串5個で5銭だった団子を、江戸時代に四文銭の流通を受け、詐欺を防止するために銭に合わせて4個にしたという説と、支払いの利便性のために銭に合わせて4個にしたのが発端であるとする説がある。静山松浦清の「甲子夜話続篇3続篇巻之四十の一六条 柳蟲、串団子」によれば、「群雑の間に四当銭を使って一串に交換する詐欺（少し大きい4銭玉と少し小さい1銭玉を重ねているようにみせかけ、実は4銭玉しかない）が横行し、悔しい思いをした。それならば最初から4個で4銭にしておけば、悪いことをしようと思う気持ちを起こさせずに済む。これが世上一般に及んだ。」とある。
同様に関西では一串に5個の団子を刺して販売される団子が多く見られるが、これは下賀茂神社に団子で人形を模す礼法があり、5個の団子で頭部と四肢を表したことが発端とされている。

### 醤油だんご
醤油だんごは、焼いて醤油味を付けた団子である。海苔を巻いたり、わさび醤油につけたりと磯辺餅に近い食べ方もある。東京都･多摩地方や埼玉県･入間地方の「磯辺団子」、岩手県・盛岡市の「醤油だんご」、鹿児島県の「しんこだんご」など地方によって名称や作り方が変わる。
- みたらし団子 - 全国的に一般には、甘味を付けていない団子3個から5個を串に刺し、少しあぶり焼きにして、砂糖醤油の葛餡をかけたもの。
- みだらしだんご - 岐阜県飛騨地方の、白い団子の串団子に、砂糖の入っていない醤油をつけてから、あぶり焼きにしたもの。後者同様のものを、鹿児島県及び宮崎県南部（旧薩摩藩領域）においては、しんこ（深固）団子（発祥とされる鹿児島県日置市の寺院深固院（廃寺）に由来）と呼称する。なお、関西の一部では上新粉等を用いて作った団子をしんこ（新粉）団子ということもあるが、これは関東ですあまと呼ばれるものと同じであり、鹿児島のものと異なる。

### その他の代表的な串団子
- 小豆餡 - 練ったこしあんやつぶあんを団子の上に乗せて食べる。蓬団子はこのように食べることが多い。
- きな粉 - きな粉に砂糖を混ぜたものを団子にまぶして食べる。
- ずんだ - 枝豆をすりつぶして、砂糖を加えた緑色の餡を団子にまぶす。
- くるみ - くるみ粉末と砂糖とを水に溶いたもの、または、ペースト状にしたもののいずれかを団子にまぶす。
- ごま - きな粉と同様に粗挽きの黒ゴマと砂糖を混ぜたもの、ゴマ粉末と砂糖とを水に溶いたもの、こしあん風にペースト状にしたものなどのいずれかを団子にまぶす。
- 三色団子 - ピンク（食紅などの着色料）、緑（ヨモギや着色料）、白の団子を同じ串に刺した団子。花見だんごとして食べるほか、地方によっては左義長の火で焼いて食する。
- よもぎ団子 - 草餅のように、すりつぶしたヨモギを加えてこねた団子。きな粉や砂糖、小豆餡をつけて食べる。
- あやめ団子 - 竹串の先端を細く四つに割り，それぞれに平たい小さな団子をさしたもので菖蒲の花に似ているためこの名がある。「糸切り団子」を指すこともある。富山市では黒砂糖の蜜をからめた団子。

## 色々な団子
- 月見だんご - 十五夜に月に供える団子。関東地方では団子粉で作った丸い形のもので団子をピラミッド状に重ねる。関西には細長い団子に餡を巻いて「芋名月」にお供えする「衣被（きぬかつぎ）」（里芋の子の小芋を皮付きのまま蒸したもの）を模したものがある。名古屋市近辺では、白・ピンク・茶色の3色で、餡を巻かずにサトイモの形に似せて丸めたものがある。中国・四国地方では串団子に餡を巻いたものがある。
- 花見だんご - 花見のときに食べる。通常、三色団子が用いられるが、福島県郡山市では串に刺さっていない団子に餡を絡めて箱に詰めたもの[13]、秋田県横手市では平べったい団子に羊羹状の餡を乗せたもの[14]が花見だんごとして定着しているなど、地域によって異なる。
- 白玉団子 - 白玉粉で作った団子。主に汁粉やみつまめ等に入れる用途で使われる。
- 蕎麦団子
- 黍団子（きび団子） - 黍で作った団子。おとぎ話の『桃太郎』にておばあさんが作り、桃太郎に持たせたものとして知られる。
- 吉備団子 - かつて吉備国であった岡山市の銘菓。上記の「黍団子」と混同されることもあるが、こちらは黍は主原料ではない。
- 羽二重団子 - 羽二重のようにやわらかいことから命名された団子。
- 笹団子
- いきなり団子 - 小麦粉を使用して作る。
- 郭公だんご - 岩手県一関市の厳美渓で作られる団子。販売方法であるので正しくは団子単体ではない。
- 坊っちゃん団子
- でんぷん団子
- ごま摺りだんご
- 鶯だんご
- すはまだんご
- 茶団子
- 南湖だんご
- 糸きりだんご
- 芽吹き屋三色だんご - 岩手県花巻市芽吹き屋岩手阿部製粉㈱が製造するだんご。にんじん生地ごま餡・白生地くるみ餡・よもぎ生地つぶ餡。それぞれ異なる餡が包まれている。芽吹き屋ブランドの冷凍和菓子。

- 草だんごに粒あん
- こし餡をのせただんご
- 胡麻だんご

## 民俗
- 団子は、日本民俗においてしばしば登場する。正月20日の二十日団子、春と秋の彼岸団子、4月8日の仏生会の団子、8月15日の月見団子、葬儀の枕団子などである。一般に、米を粒のまま蒸してついたものを餅、粉をこねて丸めたものを団子というようである。
- 千葉県の香取神宮では12月7日に団碁（だんき）祭が執り行われ、祭典後参拝客にだんごが配られる。

## 団子にまつわる言葉

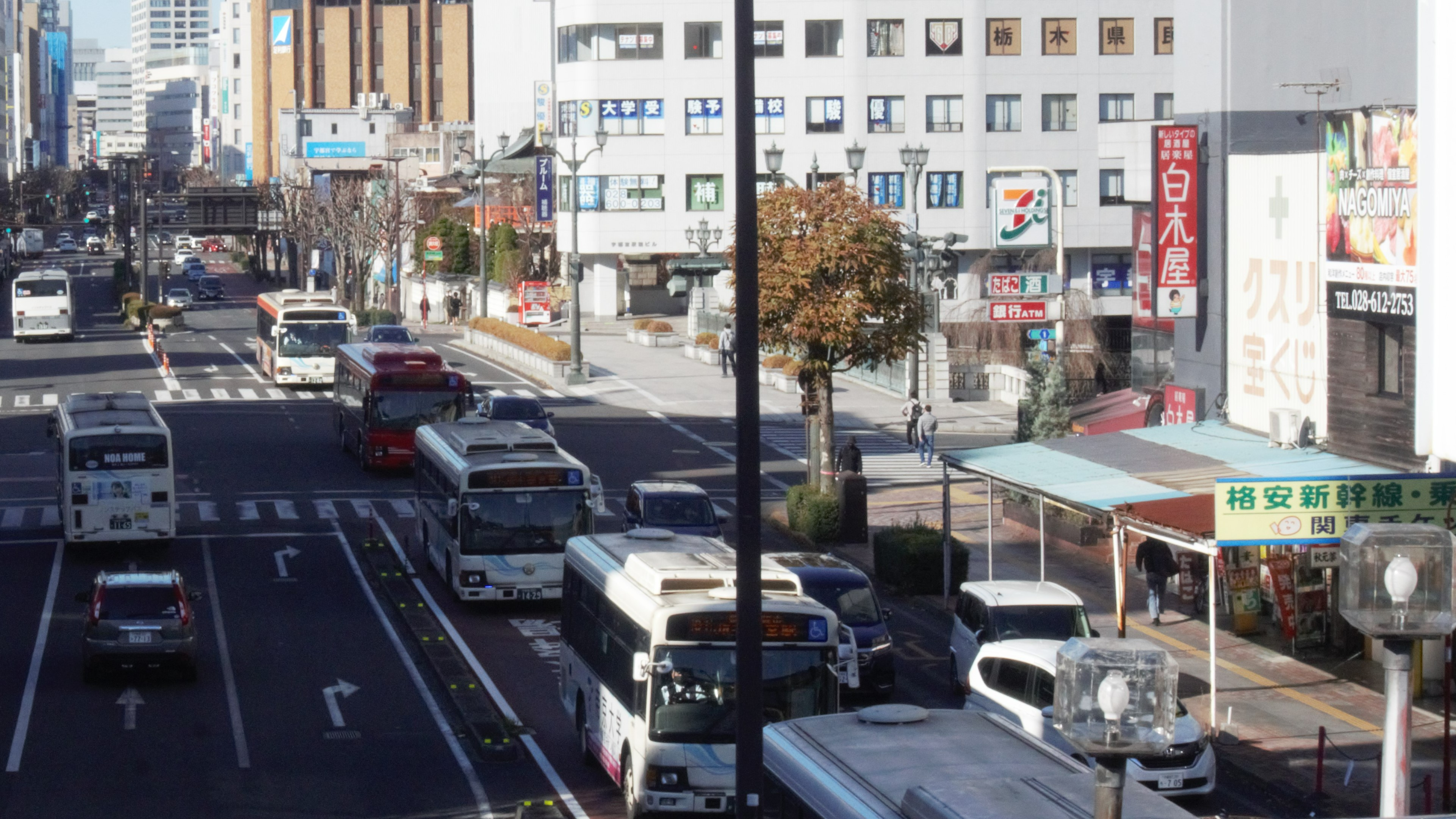
団子運転（栃木県宇都宮市）

- 花より団子 - 風流より実利を取るたとえ。
- 団子に目鼻 - 顔が丸いこと。
- 団子レース ‐五十歩百歩の争い。
- だんごで負ける（俗語） - テニスの試合で、0-6で負けること。英語では「ベーグル」と呼ぶ。いずれも0をそれに見立てたもの。
- 団子の串刺し - シナリオ等の構成の一種。複数のエピソードを無意味に連ねるもので、よくない見本とされる。
- 団子運転 - 電車、バス、複数設置されているエレベーター等において発生する現象で、本来一定の間隔を空けて運転されるものが、間隔を空けずに固まって運転されてしまうこと。
- 団子声 - 声楽において、喉を詰めたような発声をすること。ドイツ語で「クネーデル」と呼ばれる。
- 泥団子 - 湿った砂や土を球体に仕上げたもの。作り方によっては光沢のあるものもできる[15]。
- お団子ヘア - 髪を束ねて丸くまとめる髪型、一般名称はシニヨン（フランス語）
- ダンゴムシ - 体を丸める習性があるワラジムシ目の生物、英語ではwood louse